# Estadio Central de Batumi
El Estadio Central (en georgiano: ცენტრალური სტადიონი (ბათუმი)) era un estadio multiusos ubicado en la ciudad de Batumi en Georgia.

## Historia
El estadio fue construido en 1935 (según otras fuentes en 1925, reconstruido en 1936) como parte del bulevar costero de Batumi. Después de la reconstrucción, el estadio tenía 18.600 asientos, la cual fue reducida a 4.000 para 2002. Debido al clima templado de Batumi, el estadio fue utilizado por los equipos nacionales de la URSS para el entrenamiento al aire libre.
En 2007 el estadio fue completamente demolido para la construcción de la cadena hotelera Kempinski a lo largo de la costa del Mar Negro. En lugar del antiguo estadio, se planeó construir un complejo deportivo olímpico, incluido un estadio para 35.000 espectadores, un estadio deportivo cubierto, una piscina, una pista de carreras y un hotel. La asignación de 1,2 millones de dólares en financiación del proyecto se realizó solo en 2012, pero en el mismo año, el patrocinador del proyecto, Mikheil Saakashviluel gobierno fue derrotado y las obras paradas. 
En 2015, el proyecto del nuevo Estadio de Batumi fue aprobado por el gobierno de Adjara, pero la capacidad del estadio se cambió a 20 000, lo que cumplió con los estándares de la UEFA. Los críticos del proyecto señalan que, aunque dicho estadio cumple con los estándares de la UEFA, en la práctica se necesita un estadio con al menos 35.000 asientos para albergar una final al año.